# El Toboso
El Toboso là một đô thị trong tỉnh Toledo, Castile-La Mancha, Tây Ban Nha. Dân số năm 2001 là 2.069 người.